# Aeroportul Metz–Nancy–Lorraine
Aeroportul Metz-Nancy-Lorraine (IATA: ETZ, ICAO: LFJL) este un aeroport din Goin⁠(d), Cantonul Verny, Arondismentul Metz-Campagne, Moselle, Grand Est, Franța metropolitană, Franța ce deservește zona Metz. Aeroportul a fost tranzitat în 2022 de 44.496 de pasageri. A fost deschis în 28 octombrie 1991 și numit după zona deservită.
Situat la o altitudine de 265 m, aeroportul dispune de 1 pistă. Este operat de Regional Council of Lorraine⁠(d).

## Infrastructură

### Piste
Aeroportul dispune de o singură pistă. Pista are orientarea 04/22.